# Lingang DRT

Kaart van het busnet, met lijn 1 (geopend in 2021, hier in rood), lijn 2 (2022, blauw) en lijn 6 (gepland, groen).

Lingang DRT is een netwerk van hoogwaardig busvervoer in de Chinese grootstad Shanghai. Het opende in 2021 en omvat twee lijnen in het zuiden van het district Pudong, deel van de vrijehandelszone van Shanghai. In 2022 bestaat het net uit twee lijnen met een gezamenlijke lengte van 30,45 kilometer en 15 stations. Op lijn 2 rijden waterstofvoertuigen, een technologie die ook gebruikt zou worden op toekomstige lijnen. Lijn 6 is de eerstvolgende lijn in opbouw en zou het netwerk uitbreiden tot in het district Fengxian.
Het systeem wordt omschreven als digital-rail rapit transit en bestaat uit extra lange lagevloerbussen die een digitaal magnetisch spoor volgen op een eigen baanvak. Dit systeem is vergelijkbaar met Autonomous Rail Rapid Transit (ART), dat ook door CRRC is ontwikkeld. Terwijl ART een virtueel spoor volgt op basis van optische geleiding, wordt DRT voornamelijk geleid door magnetische markers in de rijbaan. 
Er is aansluiting op lijn 16 van de metro van Shanghai bij de haltes Dishui Lake en Lingang Avenue.